# Christiaan van Hofwegen
Christiaan van Hofwegen (Gouda, 16 januari 1916 – Sliedrecht, 16 december 1989) was burgemeester van onder andere Nieuwe-Tonge, Sliedrecht en Gouda.
Christiaan van Hofwegen werd geboren als zoon van de timmerman Gerrit van Hofwegen en Catharina Margaretha Boot.
Van Hofwegen werd in 1947 burgemeester van Nieuwe Tonge op Goeree-Overflakkee en vanaf 1954 was hij daarnaast waarnemend burgemeester van Stad aan 't Haringvliet. Van 1960 tot 1974 was hij burgemeester van Sliedrecht en vervolgens werd hij benoemd tot burgemeester van zijn geboortestad Gouda. Na zijn pensionering was hij nog enkele jaren waarnemend burgemeester van de gemeente Stolwijk dat op 1 januari 1985 fuseerde met de gemeenten Haastrecht en Vlist tot de nieuwe gemeente Vlist. Bijna vijf jaar later overleed Van Hofwegen op 73-jarige leeftijd.